# Rue du Vieil-Hôpital (Strasbourg)
Pour les articles homonymes, voir Rue du Vieil-Hôpital.
La rue du Vieil-Hôpital (en alsacien : Spittelgässel) est une voie de Strasbourg rattachée administrativement au quartier Centre. Elle va de la place de la Grande-Boucherie à la rue Mercière, d'où elle se prolonge par la rue du Fossé-des-Tailleurs. Côté ouest, un passage sous les immeubles donne accès à la rue du Vieux-Marché-aux-Poissons. La rue des Tailleurs-de-Pierre y débouche depuis l'est.

## Toponymie

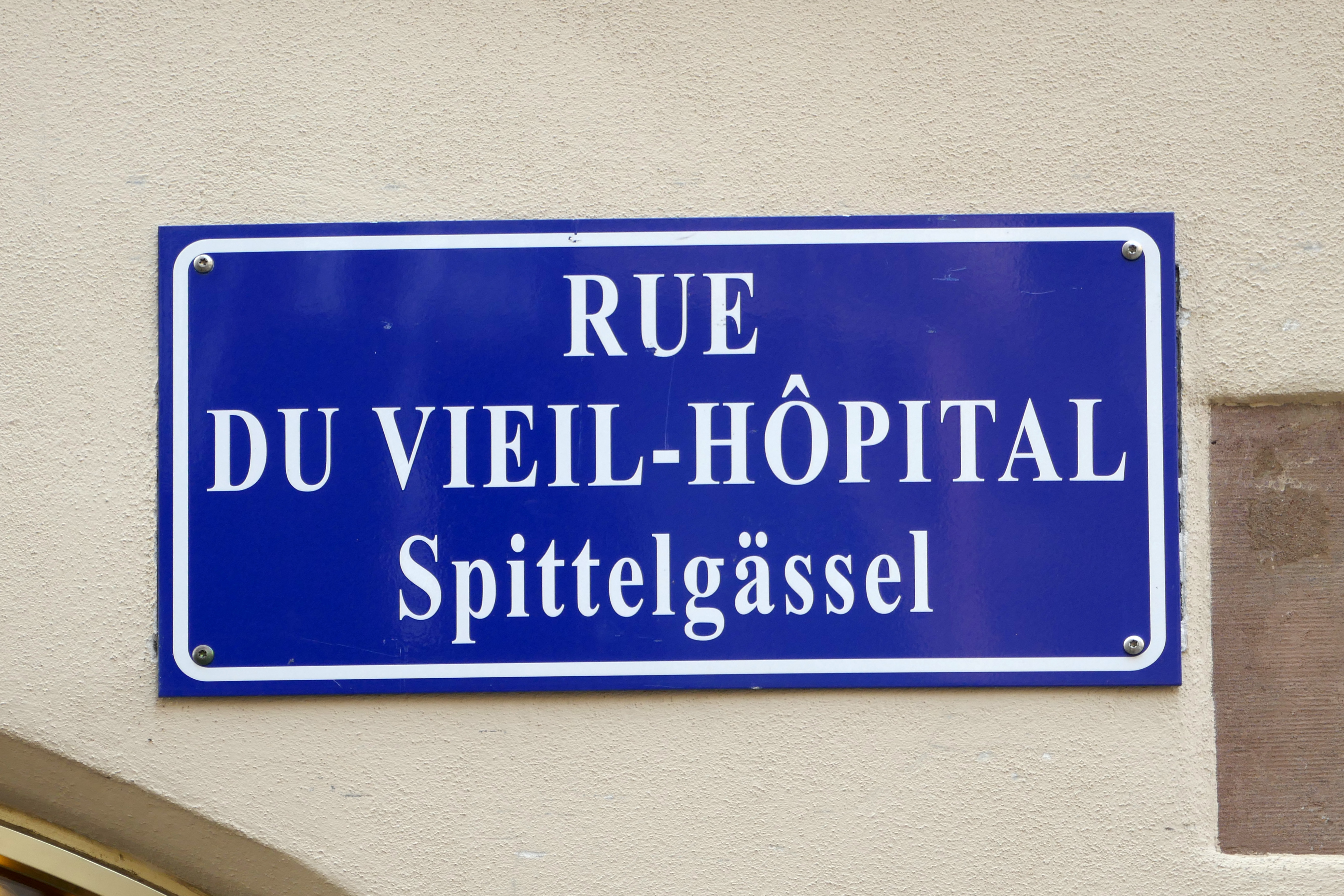
Plaque bilingue, en français et en alsacien.

Au fil des siècles, la rue a connu différentes dénominations, en allemand ou en français :  Spittelgasse (1285), Spittelgesselin (1472), Kleine Spittelgasse (1480), rue de l'Hôpital (1792, 1817), rue de la Pudeur (1793), Spital-Gässlein (1817), rue de l'Ancien Hôpital (1856), Spitalgasse (1872, 1903), Altspitalgasse (1906, 1940), rue du Vieil Hôpital (1918, 1945).
Des plaques de rues bilingues, à la fois en français et en alsacien, sont mises en place par la municipalité à partir de 1995. C'est le cas du Spittelgässel.

## Histoire

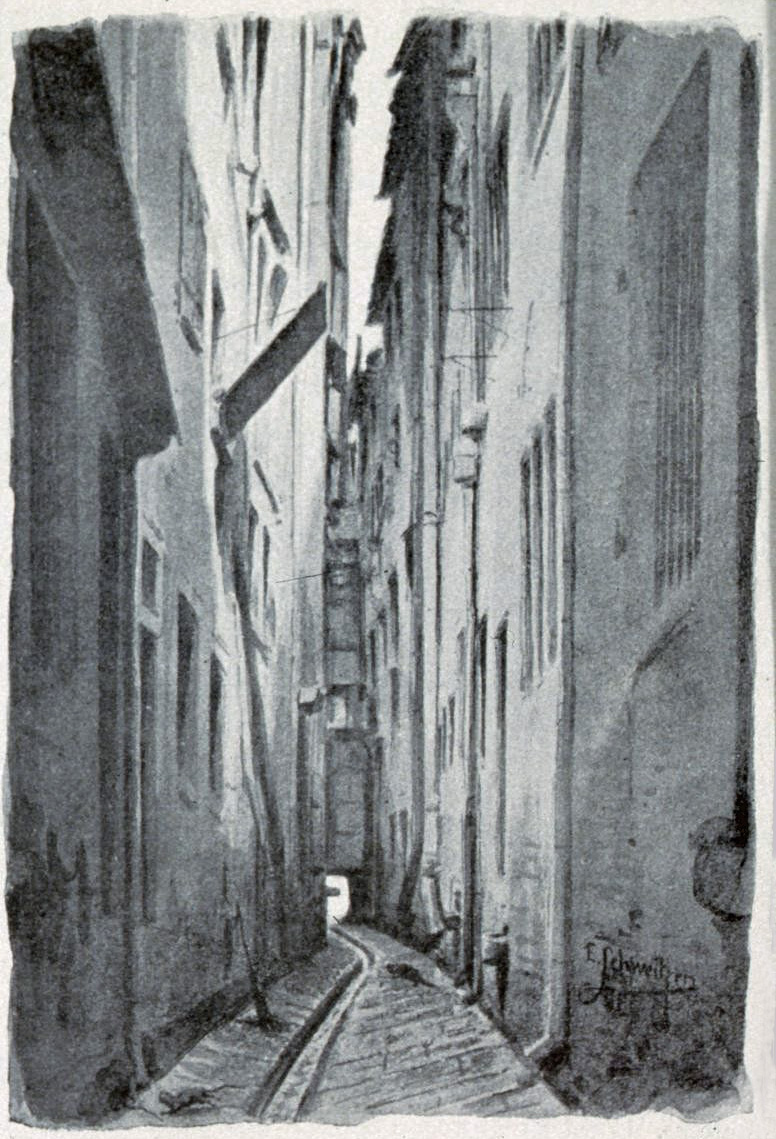
Aspect actuel de l'ancien fossé dit Ulmergraben (Émile Schweitzer, fin du XIXe siècle).

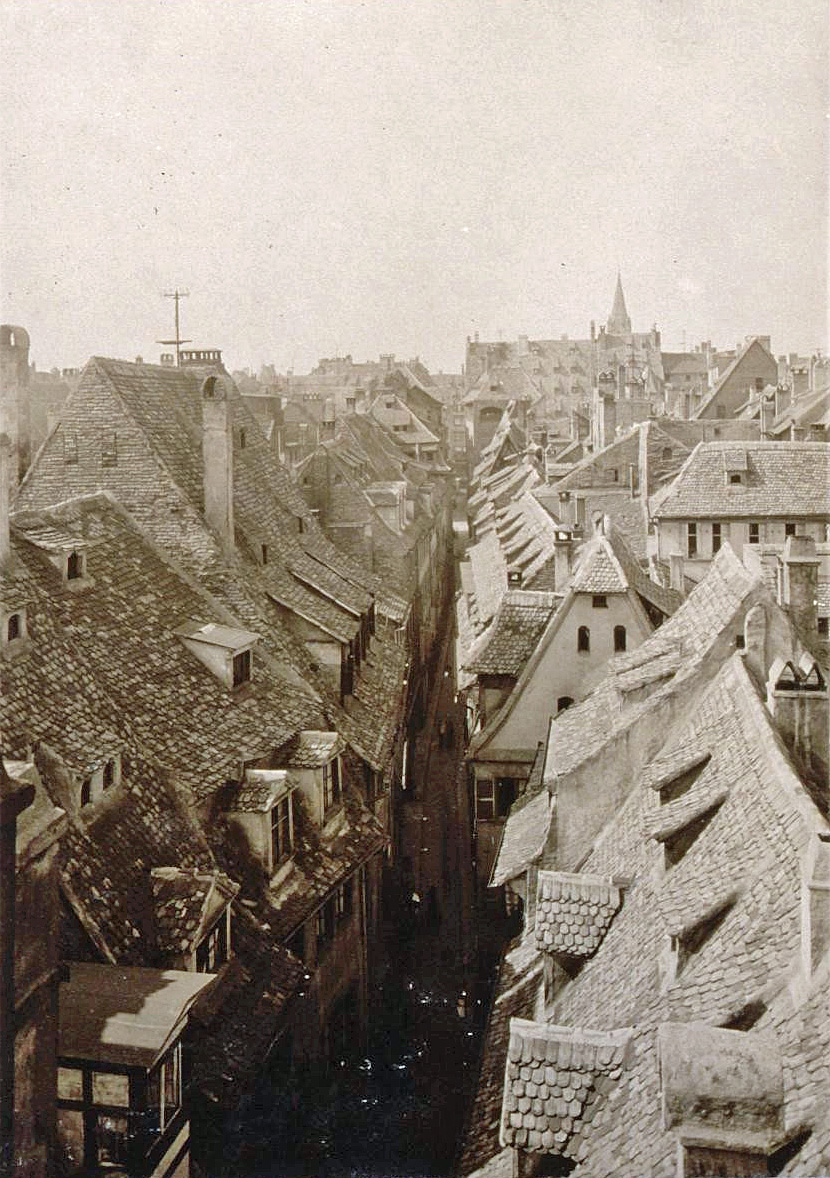
Vue aérienne au début du XXe siècle.

À l'origine la rue longeait l'extérieur du premier mur de la ville qui passait à l'arrière de la rue du Maroquin.
Du camp romain d'Argentoratum il subsiste quelques traces, notamment auprès de l'un des quatre cours d'eau qui l'entouraient, l'Ulmergraben, parallèle à la rue du Vieil-Hôpital. Ce fossé existait encore partiellement, mais il a été comblé au moment de la reconstruction des édifices détruits lors des bombardements de 1944. À ce moment-là, des parties de l'enceinte romaine sont également mises au jour. En effet, ces maisons disparues le long de la rue, ainsi que celles donnant sur la rue du Maroquin, s'appuyaient sur d'importants vestiges de la muraille du castrum (IVe siècle).
La voie porte le nom de l’hôpital Saint-Léonard qui se trouvait au XIIe siècle à l'extrémité de la rue, là où elle rejoint la rue Mercière. Fondé entre 1105 et 1108 par l'évêque Cunon, l'hôpital Saint-Léonard est le premier hôpital connu à Strasbourg. La chapelle Saint-Erhard, érigée entre 1103 et 1122, est consacrée en 1143 par l'évêque Burchard. En 1315 l'hôpital est transféré à l'extérieur des fortifications (porte de l'Hôpital,). La chapelle est démolie en 1564.
À la fin du XIXe siècle, la rue de l'Hôpital devient celle du Vieil-Hôpital. En 1944 les bombardements endommagent la plupart des maisons, les mieux préservées se situant du côté de la rue Mercière. Seize n'ont pas été reconstruites, ce qui a permis d'aménager une place dans la partie centrale de la rue,.

## Bâtiments remarquables
no 2Cet immeuble repose sur les fondations d'une tour d'angle du bastion romain.
no 4 (ancien no 14)Formant l'angle avec la rue des Tailleurs-de-Pierre, l'étroite maison d'artisan est reconstruite au milieu du XVIIIe siècle et dotée alors d'un troisième étage. Le rez-de-chaussée, refait au XIXe siècle, est occupé par un débit de boissons à l'enseigne de la « Botte d’Or » (zum goldenen Stiefel) qui rappelle le nom de son propriétaire, Stieffel. En 1951, il prend sa dénomination actuelle, Zehnerglock (« À la cloche de dix heures »), en référence à la cloche de dix heures de la cathédrale qui intimait la sortie de la ville des Juifs et la fermeture des portes de l'enceinte fortifiée.
no 8 (ancien no 12bis)Appelée « à la Tour » (zum Thurn) jusqu'au XVIIe siècle, elle est occupée par différents artisans. En 1783-1785, elle est refaite par un nouveau propriétaire qui y ajoute un terrain voisin (no 10) pour en faire un édifice d'un seul tenant. Cependant, vers 1810, les deux maisons sont vendues séparément, l'une prenant le no 12bis. L'immeuble est légèrement endommagé lors du bombardement aérien du 11 août 1944.
nos 20, 28, 32Les fondations de trois tours demi-circulaires romaines subsistent dans les caves de ces trois bâtiments.
no 41L'immeuble fait l'angle avec le no 6 de la rue Mercière. Sa façade latérale est dotée d'une porte et d'une fenêtre de style Régence. L'imposte de la porte, en fer forgé, représente deux lions tenant un cercle dans lequel se trouve un monogramme difficilement lisible, avec, de chaque côté, une corne d'abondance d'où sortent deux tiges fleuries.

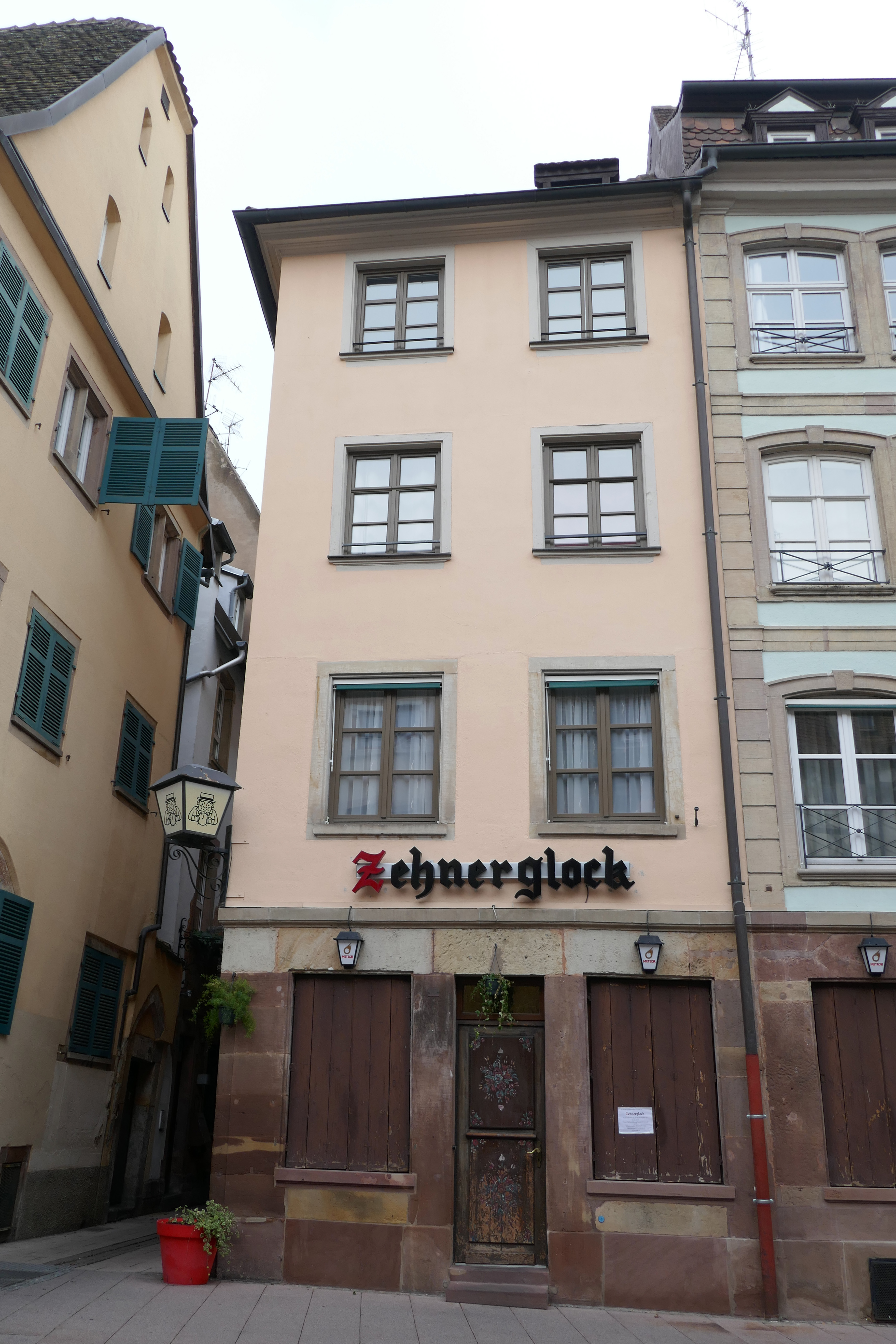
no 4.
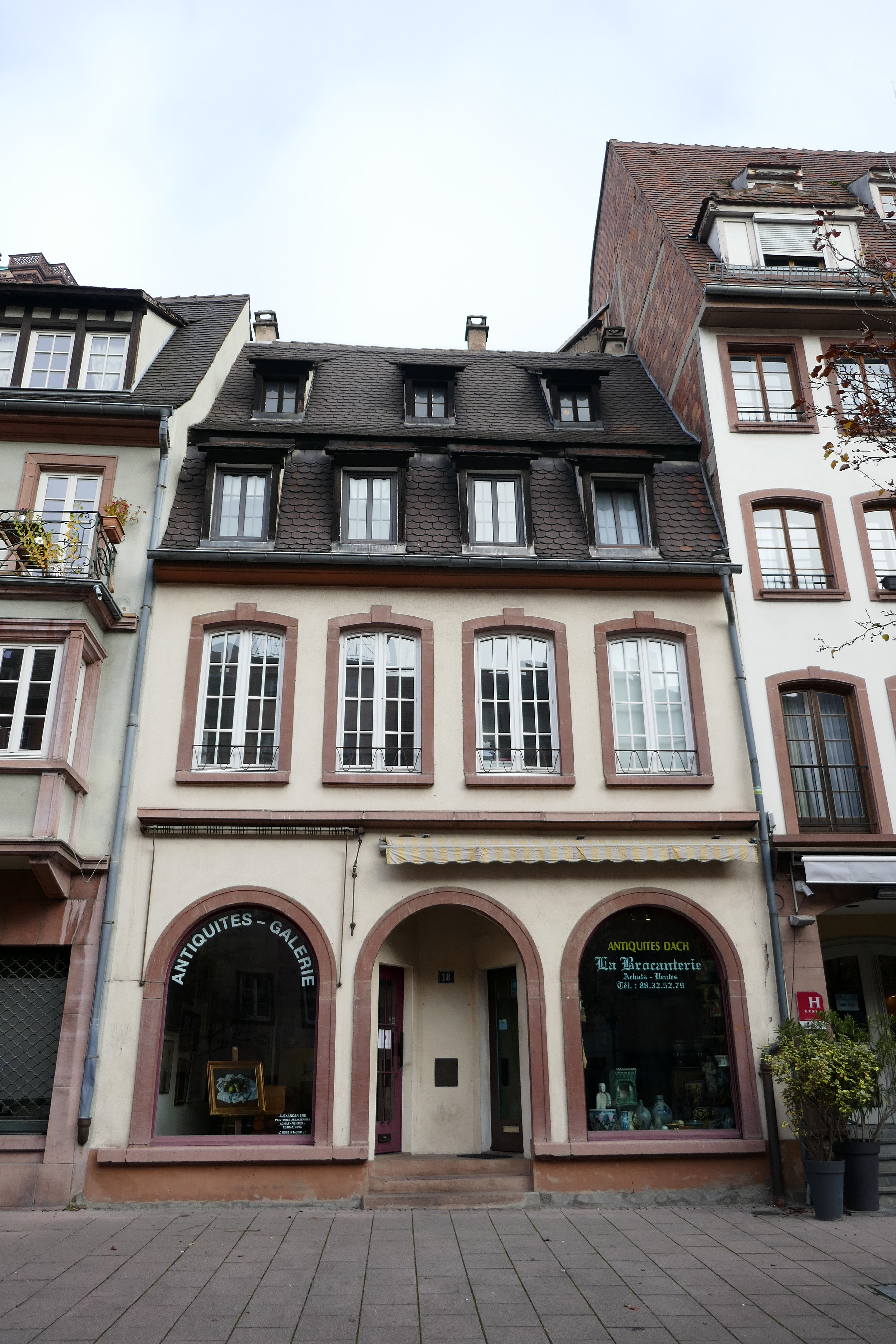
no 18.
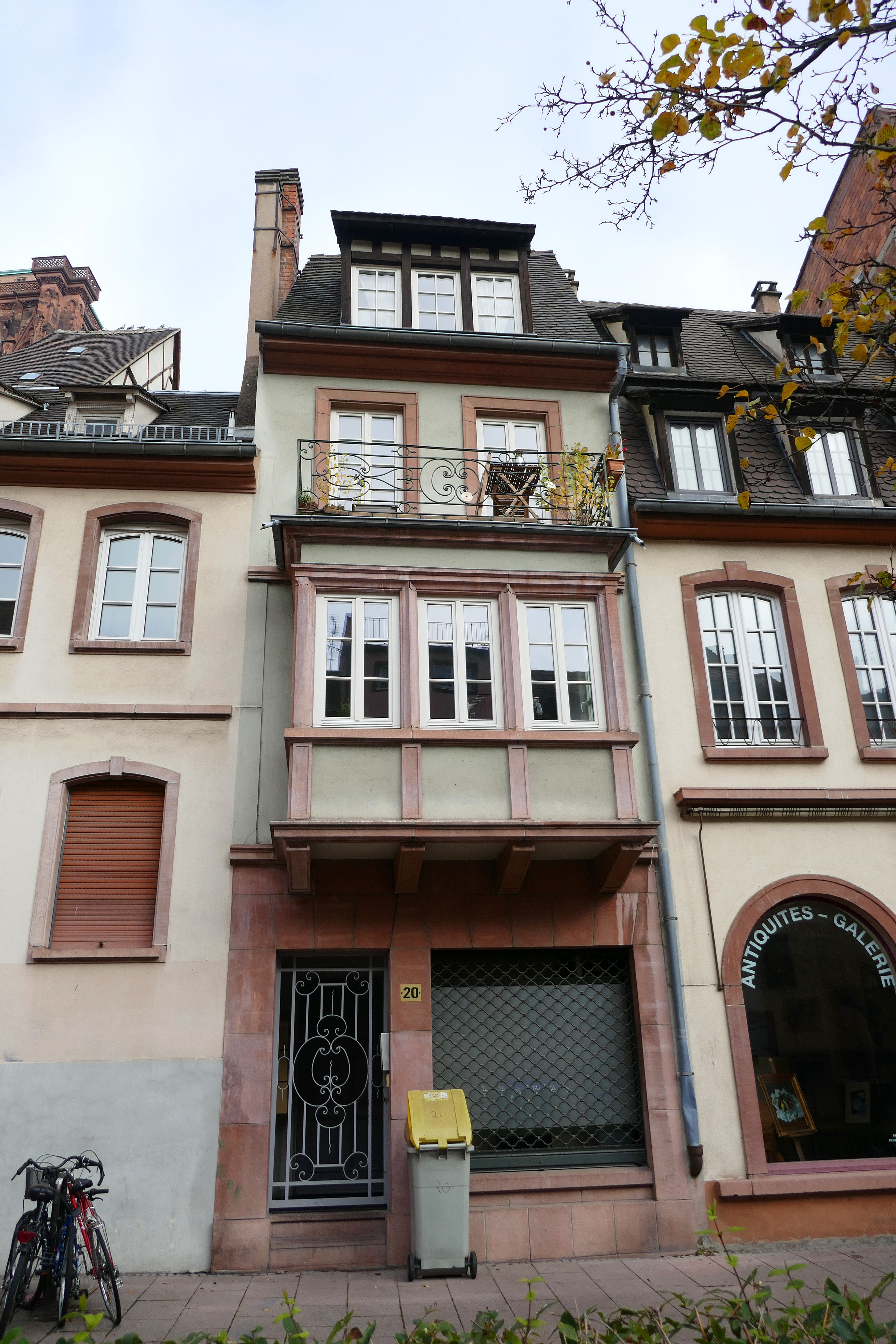
no 20.
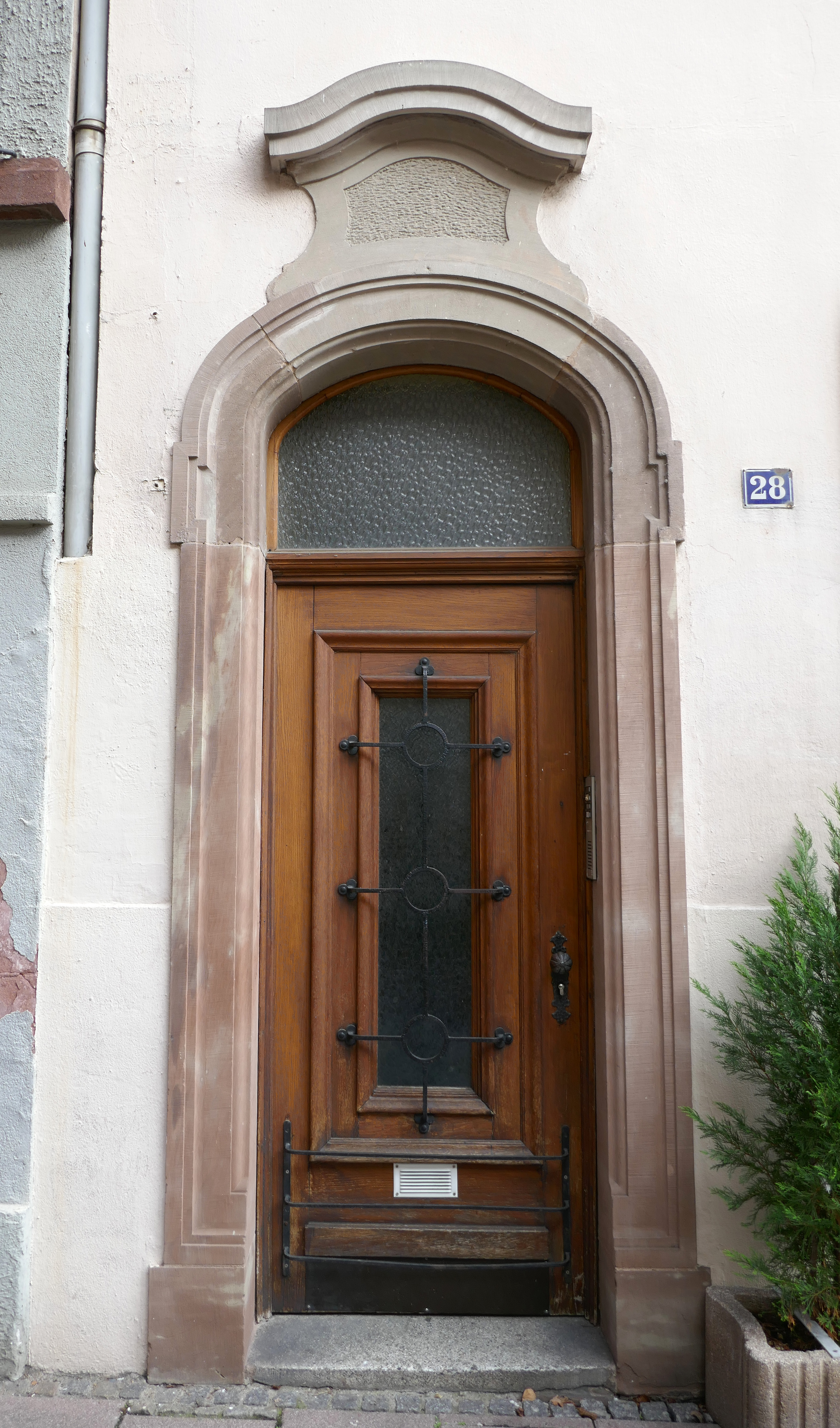
no 28.
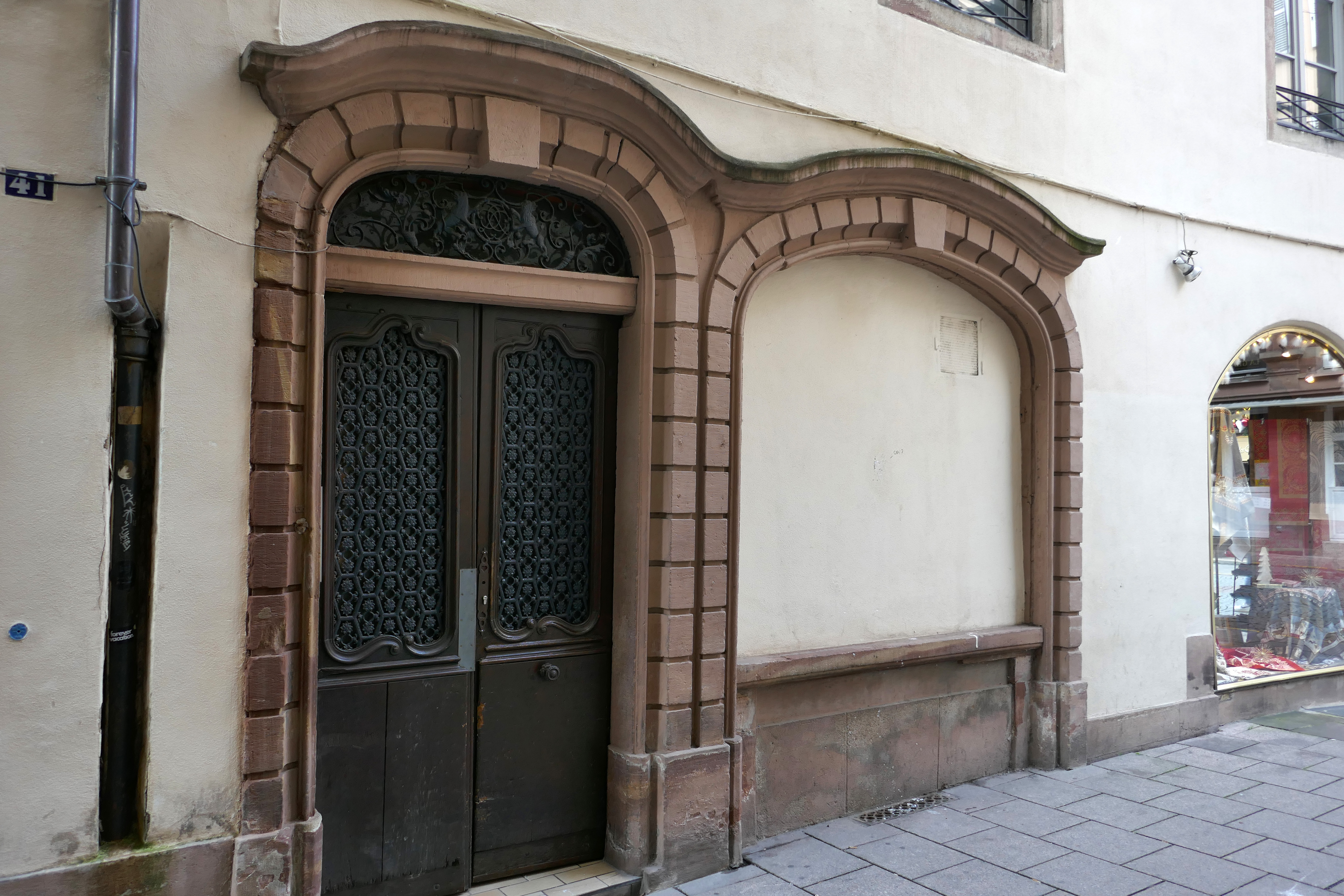
no 41.